# فرودگاه شهرستان راسک (تگزاس)
فرودگاه شهرستان راسک (تگزاس) (به انگلیسی: Rusk County Airport (Texas)) یک فرودگاه همگانی بهره‌برداری هوایی است که یک باند فرود آسفالت دارد و طول باند آن ۱۲۲۰ متر است. این فرودگاه در شهر هندرسون، تگزاس کشور ایالات متحده آمریکا قرار دارد و در ارتفاع ۱۳۵ متری از سطح دریا واقع شده است.